# スコット3
| 専門評論家によるレビュー | 専門評論家によるレビュー |
| レビュー・スコア         | レビュー・スコア         |
| 出典                     | 評価                     |
| ------------------------ | ------------------------ |

『スコット3』(Scott 3)は、アメリカ出身のミュージシャン、スコット・ウォーカーがイギリスで発売した3作目のソロ・アルバム。前2作に比べると売り上げは芳しく無かったが、スコットのより実験性の強まったアプローチが窺える。
前作までは外部のアレンジャーによる編曲がアルバムの楽曲に施されていたが、本作は大半の楽曲を彼自身が編曲している。また、楽曲の面でもスコットの書き下ろし曲の比重が増え、カバー曲は13曲中僅か3曲に留まっている。尚、その後半3曲は全てジャック・ブレルの楽曲となっている。
本作は、全英アルバム・チャートの3位まで登り詰めた。

## 曲目
特記無き楽曲は、ノエル・スコット・エンゲル(スコット・ウォーカーの本名)作
Side 1
1. 雨の日 "It's Raining Today"  4:02
2. コペンハーゲン "Copenhagen" 2:22
3. ローズマリー "Rosemary" 3:22
4. ビッグ・ルイーズ "Big Louise" 3:10
5. ぼく等の勝利 "We Came Through" 1:59
6. バタフライ "Butterfly" 1:42
7. 二人の老兵 "Two Ragged Soldiers" 3:07

Side 2
1. 三十世紀の男 "30 Century Man" 1:29
2. 冬の夜 "Winter Night" 1:45
3. 君が去って二週間 "Two Weeks Since You've Gone" 2:48
4. 息子たち "Sons of" (Gérard Jouannest,Jacques Brel,Mort Shuman) 3:45
5. 埋葬のタンゴ "Funeral Tango" (Jouannest,Brel,Shuman) 2:56
6. 行かないで "If You Go Away" (Brel,Mckuen) 4:57

## パーソネル
- スコット・ウォーカー:ヴォーカル;編曲
- ウォーリー・ストット:編曲;指揮("30 Century Man","Funeral Tango"を除く)
- ピーター・ナイト:編曲;指揮("Funeral Tango)

## リリース履歴
| 領域     | 日付          | ラベル              | フォーマット | カタログ  |
| -------- | ------------- | ------------------- | ------------ | --------- |
| イギリス | 1969年3月     | フィリップス        | LP           | SBL 7882  |
| アメリカ | 1969年6月     | スマッシュ          | LP           | SRS 67121 |
| 英国     | 1992年6月22日 | フォンタナ          | CD           | 510 881-2 |
| 英国     | 2000年6月5日  | フォンタナ          | HDCD         | 510 881-2 |
| 我ら     | 2008年2月15日 | ひげを持つ4人の男性 | LP           | 4M151     |

## チャート
| チャート           | ポジション |
| ------------------ | ---------- |
| UKアルバムチャート | ３         |